# Chazelles-sur-Lavieu
Chazelles-sur-Lavieu is een gemeente in het Franse departement Loire (regio Auvergne-Rhône-Alpes) en telt 177 inwoners (1999). De plaats maakt deel uit van het arrondissement Montbrison.

## Geografie
De oppervlakte van Chazelles-sur-Lavieu bedraagt 9,8 km², de bevolkingsdichtheid is 18,1 inwoners per km².
De onderstaande kaart toont de ligging van Chazelles-sur-Lavieu met de belangrijkste infrastructuur en aangrenzende gemeenten.

## Demografie
Onderstaande figuur toont het verloop van het inwonertal (bron: INSEE-tellingen).